# ولامبودا
ولامبودا (به لاتین: Welamboda) یک منطقهٔ مسکونی در سری‌لانکا است که در ناحیه کندی واقع شده‌است.